# Mary Philbin
Mary Philbin (Chicago, 16 de julho de 1902 – Huntington Beach, 27 de maio de 1993) foi uma atriz dos Estados Unidos da era do cinema mudo. Philbin é provavelmente mais lembrada por seu papel de Christine Daae em 1925, no filme The Phantom of the Opera, ao lado de lenda do cinema Lon Chaney, e a Dea em The Man Who Laughs. Ambos os documentos correspondentes ao tipo de histórias de A Bela e a Fera.
Nascida em Chicago, Illinois, dentro de uma família de classe média de origem católica irlandesa, começou a sua carreira após vencer um concurso de beleza organizado pela Universal Pictures.
Mary Philbin fez sua estréia no cinema em 1921, e aos vinte anos se tornou uma atriz muito bem sucedida, estrelando diversos filmes, com destaque para o filme de D. W. Griffith filmado em 1928 Drums of Love.
Em 1922, Philbin recebeu o primeiro prêmio anual WAMPAS Baby Stars, uma campanha promocional organizada pela Western Association of Motion Picture Advertisers dos Estados Unidos, que homenageou treze mulheres jovens a cada ano, que foram escolhidas por suas qualidades e promessas da indústria cinematográfica.
Aposentou-se do cinema no início dos anos 30 e dedicou a cuidar dos pais. Em 1927 ficou noiva de executivo da Universal Studios, Paulo Kohner. Porém, por ser católica e, tendo em vista a dissuasão dos seus pais, o casamento não prosperou. Ela nunca se casou. Mary  era uma pessoa reservada, que raramente dava entrevistas. Uma das poucas ocasiões de uma aparição pública foi na pré-estréia em Los Angeles do musical de Andrew Lloyd Webber, O Fantasma da Ópera.
Mary Philbin morreu de pneumonia em 1993, em Huntington Beach, Califórnia, e foi enterrada no Calvary Cemetery (Los Angeles).